# Exenterus ictericus
Exenterus ictericus là một loài tò vò trong họ Ichneumonidae.